# 皮德蒙特 (加利福尼亚州)

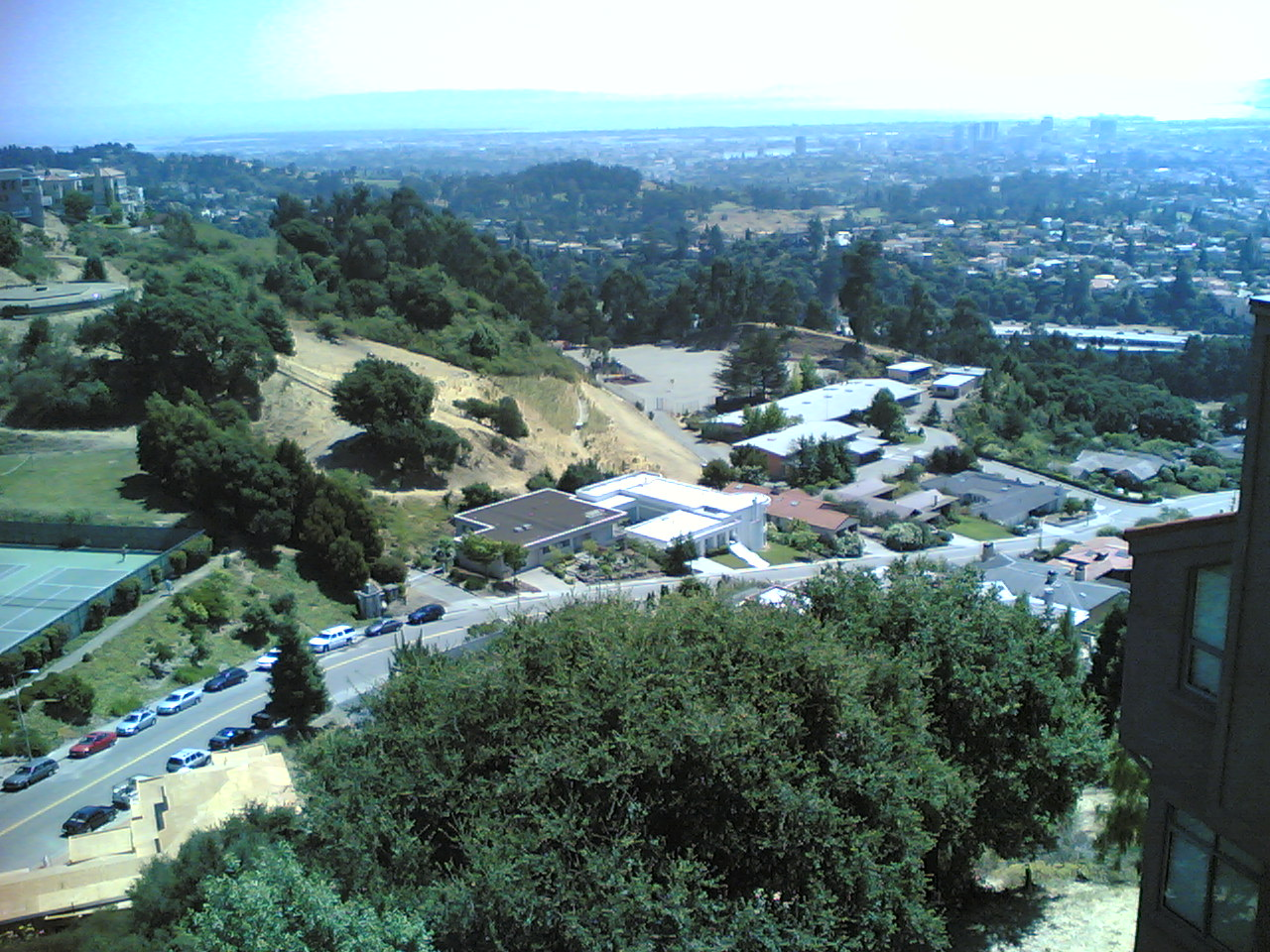
俯瞰皮德蒙特。

左圖是阿拉米達郡在加州的位置，右圖是皮德蒙特市在阿拉米達郡的位置。

皮德蒙特是美国加利福尼亚州阿拉梅达县下属的一个城市。于1907年1月31日建市。城市完全被奧克蘭包圍，面积约为4.4平方公里。根据2010年美国人口普查，该市有人口10,667人。

## 流行文化
該市是迪士尼動畫片神秘小鎮大冒險中兩位主角——弟寶和美寶的故鄉，也是該片作者艾利克斯·赫希的出生地。